# Rue Aristide-Maillol (Toulouse)
Pour l’article homonyme, voir Rue Aristide-Maillol.
La rue Aristide-Maillol (en occitan : carrièra Aristides Maillol) est une voie de Toulouse, chef-lieu de la région Occitanie, dans le Midi de la France.

## Situation et accès

### Description
La rue Aristide-Maillol est une voie publique. Elle se trouve dans le quartier de Mirail-Université.
La chaussée compte une voie de circulation automobile dans chaque sens. Il n'existe pas d'aménagement cyclable.

### Voies rencontrées
La rue Aristide-Maillol rencontre les voies suivantes, dans l'ordre des numéros croissants (« g » indique que la rue se situe à gauche, « d » à droite) :
1. Avenue de Tabar
2. Passerelle de Tabar - accès piéton (g)
3. Voie sans nom
4. Cheminement du Professeur-Adolphe-Buhl - accès piéton (d)
5. Cheminement du Professeur-Henri-Bouasse - accès piéton (d)
6. Cheminement Monseigneur-Carrière - accès piéton (d)
7. Rue du Doyen-Jules-Marsan (d)
8. Rond-point Eugène-Claudius-Petit - accès piéton (g)
9. Impasse du Professeur-Jules-Picavet - accès piéton (d)
10. Rue du Professeur-Jean-Sendrail - accès piéton (d)
11. Impasse du Mirailhon (g)
12. Impasse du Recteur-Paul-Lapie (d)
13. Chemin du Mirail (d)
14. Impasse de l'Azur (g)
15. Avenue Pablo-Picasso (d)
16. Avenue Louis-Bazerque

### Transports
La rue Aristide-Maillol a son origine près du bâtiment de la station Mirail – Université, sur la ligne de métro . De plus, l'avenue de Tabar, au sud, est parcourue par la ligne de Linéo L14. À l'ouest, l'avenue Louis-Bazerque est également desservie par les lignes de Linéo L14 et de bus 184687.
Il existe plusieurs stations de vélos en libre-service VélôToulouse près de la rue Aristide-Maillol : les stations no 220 (3 rue de l'Université), no 263 (87 avenue Jean-Baylet) et no 273 (rond-point Louis-Izar).

## Odonymie
La rue est nommée en hommage à Aristide Maillol (1860-1944), sculpteur, né et mort à Banyuls-sur-Mer.

## Patrimoine et lieux d'intérêt

### Établissements d'enseignement
- no  73 : groupe scolaire Léonce-Bourliaguet.
Le groupe scolaire Léonce-Bourliaguet regroupe une école maternelle et une école élémentaire. Il est construit en 1978 afin d'accompagner le développement du secteur du Mirail à partir du milieu des années 1970. Il est nommé d'après Léonce Bourliaguet (1895-1965), écrivains de livres pour la jeunesse. Il avait par ailleurs été inspecteur de l'académie de Toulouse – il vécut rue d'Orléans – et donna parfois pour le pays toulousain pour cadre de ses histoires[2]. Le groupe scolaire est construit en 1978 sur les plans du service de l'architecture de la Ville. Il s'organise autour d'un bâtiment principal, de plan massé, implanté au centre d'une de parcelle de 4 600 m2. Il ne compte qu'un seul niveau en rez-de-chaussée, bâti avec une ossature en béton et couvert par un toit-terrasse[3].

- no  83 : école nationale supérieure d'architecture. 
En 1968, les classes d'architecture de l'École des beaux-arts se séparent pour former une école supérieure autonome : les responsables de l'Unité pédagogique d'architecture (UPA) de Toulouse font le choix d'un terrain au cœur de la zone à urbaniser en priorité (ZUP) du Mirail, à proximité de la nouvelle université du même nom (actuelle université Jean-Jaurès). Un comité d'enseignants et d'élèves désigne Georges Candilis comme architecte d'opération, assisté de Paul Desgrez et de Raymond Malebranche, de l'agence Candilis de Toulouse. Les travaux sont menés entre janvier et novembre 1970. Cependant, les bâtiments devaient être reliés à la dalle qui traversait les quartiers de la ZUP du Mirail, ainsi qu'à des habitations : l'abandon de la construction de la dalle et du projet de Candilis dans sa dernière tranche laisse l'UPA isolée des autres réalisations du quartier. En 1978, l'UPA devient école nationale supérieure d'architecture (ENSA). Elle est désormais membre associé de l'université de Toulouse.
Le plan de l'école est basé sur la définition de quatre zones – atelier, forum, bibliothèque et classes – qui se raccrochent à un espace central traversant l'édifice qui sert de lieu d'exposition et de rencontre. Trois modules carrés de dimensions différentes se combinent. L'édifice est couvert d'une toiture qui repose sur un assemblage complexe de poteaux et de poutres, permettant des modifications dans l'affectation des surfaces, mais aussi la création de futures extensions. Les patios servent d'aire de détente et de puits de jour, tandis que les sheds offrent un éclairage par le toit. En 1992, l'architecte Joseph Almudever mène une vaste opération de rénovation. De même, l'école est agrandie du côté sud, avec la création d'un porche monumental, déplaçant ainsi son entrée vers la rue Aristide-Maillol[4]. En 2020, de nouveaux travaux sont prévus en 2020. Ils seraient menés par l'agence PPA Architectures, Encore Heureux et V2S Architectes, en collaboration avec les paysagistes d'EMF.

### Immeubles
- no  86-90 : résidence Aristide-Maillol (1979, Y. Rolland)[5],[6].

### Parc Aristide-Maillol (ou de l'Orée du Bois)
Le parc Maillol (ou de l'Orée du Bois) est aménagé sur une espace de 19 864 m2, et il prolonge le parc du château du Mirail, au sein de l'université Jean-Jaurès. Il est planté de nombreux arbres et il a été défini comme Espace boisé classé (EBC). Il compte une aire de jeux pour enfants, une aire de pique-nique et un terrain multisports.